# Dibamus kondaoensis
Dibamus kondaoensis es una especie de escamosos de la familia Dibamidae.

## Distribución geográfica
Es endémica de las selvas del archipiélago Côn Đảo (Vietnam).